# Pascale Paradis (Biathletin)
Pascale Paradis (* 4. März 2002 in Calgary, Alberta) ist eine kanadische Biathletin und Skilangläuferin. Sie startet seit 2024 im Biathlon-Weltcup.

## Sportliche Laufbahn
Pascale Paradis nimmt seit etwa 2018 an internationalen Wettkämpfen sowohl im Biathlon als auch im Skilanglauf teil. Ihr Debüt gab sie im Alter von 15 Jahren bei den Biathlon-Jugendweltmeisterschaften 2018 in Otepää und wurde durchaus überraschend Sechste des Einzels sowie Zehnte gemeinsam mit Shilo Rousseau und Benita Peiffer im Staffelrennen. Im Jahr darauf debütierte sie im Rahmen der US Super Tour auf der zweithöchsten Ebene des Langlaufsports und erreichte einen 34. und einen 39. Rang. Anfang 2020 gehörte sie zum Aufgebot für die Olympischen Jugendspiele, verfehlte aber vor allem aufgrund vieler Schießfehler die Top 10 deutlich. Nachdem sie zunächst zwei Jahre lang keine internationalen Einsätze bekommen hatte und sich auf ihren schulischen Abschluss konzentriert hatte, startete die Kanadierin Anfang 2021 bei einigen FIS-Rennen in den USA sowie wenig später bei den Jugendweltmeisterschaften im Biathlon. Auch 2022 nahm Paradis noch einmal an den Juniorenweltmeisterschaften teil und wurde 16. des Sprints, bei Wettkämpfen der US Super Tour erzielte sie zudem über 5 Kilometer Freistil mit einem 13. Platz ihr bestes Ergebnis auf dieser Ebene. Ebenfalls seit 2022 nimmt die Kanadierin jährlich an den US-amerikanischen Meisterschaften im Skilanglauf teil, ohne bisher aber unter die besten Zehn zu laufen.
Im November 2022 gab Paradis in Idre ihr Debüt im IBU-Cup und lief trotz mehrerer Schießfehler sofort deutlich in die Punkteränge, zog sich im Anschluss aber wieder vom Sport zurück und widmete sich ihrem Studium sowie FIS-Rennen in Nordamerika. Ähnlich gut startete sie in die Saison 2023/24, Paradis erzielte in sieben von acht Wettkämpfen Ranglistenpunkte, wurde in Idre Sechste des Verfolgungsrennens und bestritt nach dem Jahreswechsel ausschließlich Skilanglaufrennen für ihr die University of Alaska Anchorage, an der sie studiert, im Rahmen der RMISA National Championships. In Vorbereitung auf den kommenden Winter wurde die Kanadierin schließlich in die A-Nationalmannschaft aufgenommen und gab daher im November in Kontiolahti ihren Einstand im Biathlon-Weltcup. Dabei lief sie in zwei Staffelrennen und wurde 14. sowie 16., im verkürzten Einzel traf sie 18 von 20 Scheiben und gewann mit Rang 34 auf Anhieb ihre ersten Weltcuppunkte. Nach relativ inkonstanten Ergebnissen lief sie beim letzten Sprint der Saison in Oslo noch einmal unter die besten 40, ebenfalls nahm sie erstmals an den Weltmeisterschaften teil. Das beste Ergebnis mit der Frauenstaffel kam in Ruhpolding zustande, als Paradis, Emma Lunder, Shilo Rousseau und Nadia Moser Platz neun von 20 Teams erreichten.

## Persönliches
Paradis wurde in Calgary geboren, wuchs aber in Canmore in der Provinz Alberta auf. Ihre zwei Jahre jüngere Schwester Desiree war ebenfalls als Biathletin aktiv und nahm an zwei Jugendweltmeisterschaften teil.

## Statistiken

### Weltcupplatzierungen
Die Tabelle zeigt alle Platzierungen (je nach Austragungsjahr einschließlich Olympische Spiele und Weltmeisterschaften).
- 1.–3. Platz: Anzahl der Podiumsplatzierungen
- Top 10: Anzahl der Platzierungen unter den ersten zehn (einschließlich Podium)
- Punkteränge: Anzahl der Platzierungen innerhalb der Punkteränge (einschließlich Podium und Top 10)
- Starts: Anzahl gelaufener Rennen in der jeweiligen Disziplin
- Staffel: inklusive Mixed- und Single-Mixed-Staffeln

| Platzierung               | Einzel | Sprint | Verfolgung | Massenstart | Staffel | Gesamt |
| ------------------------- | ------ | ------ | ---------- | ----------- | ------- | ------ |
| 1. Platz                  |        |        |            |             |         |        |
| 2. Platz                  |        |        |            |             |         |        |
| 3. Platz                  |        |        |            |             |         |        |
| Top 10                    |        |        |            |             | 2       | 2      |
| Punkteränge               | 1      | 1      |            |             | 7       | 9      |
| Starts                    | 3      | 6      | 2          |             | 7       | 18     |
| Stand: Saisonende 2024/25 |        |        |            |             |         |        |

### Weltcupwertungen
Ergebnisse bei Weltcups (Disziplinen- und Gesamtweltcup) gemäß Punktesystem.
| Saison  | Einzel | Einzel | Sprint | Sprint | Verfolgung | Verfolgung | Massenstart | Massenstart | Gesamt | Gesamt |
| Saison  | Platz  | Punkte | Platz  | Punkte | Platz      | Punkte     | Platz       | Punkte      | Platz  | Punkte |
| ------- | ------ | ------ | ------ | ------ | ---------- | ---------- | ----------- | ----------- | ------ | ------ |
| 2024/25 | 59.    | 7      | 76.    | 5      | –          | –          | –           | –           | 84.    | 12     |

### Biathlon-Weltmeisterschaften
Ergebnisse bei den Weltmeisterschaften:
| Weltmeisterschaften | Weltmeisterschaften | Einzelwettbewerbe | Einzelwettbewerbe | Einzelwettbewerbe | Einzelwettbewerbe | Staffelwettbewerbe | Staffelwettbewerbe | Staffelwettbewerbe |
| Jahr                | Ort                 | Einzel            | Sprint            | Verfolgung        | Massenstart       | Damenstaffel       | Mixedstaffel       | S.-M.-Staffel      |
| ------------------- | ------------------- | ----------------- | ----------------- | ----------------- | ----------------- | ------------------ | ------------------ | ------------------ |
| 2025                | Lenzerheide         | 69.               | 38.               | 43.               | –                 | 20.                | 20.                | –                  |

### Olympische Jugend-Winterspiele
Die Tabelle zeigt alle Platzierungen bei Olympischen Jugend-Winterspielen:
| Olympische Winterspiele | Olympische Winterspiele | Einzelwettbewerbe | Einzelwettbewerbe | Staffelwettbewerbe | Staffelwettbewerbe |
| Jahr                    | Ort                     | Einzel            | Sprint            | Mixedstaffel       | S.-M.-Staffel      |
| ----------------------- | ----------------------- | ----------------- | ----------------- | ------------------ | ------------------ |
| 2020                    | Lausanne                | 32.               | 30.               | –                  | 11.                |

### Jugend-/Juniorenweltmeisterschaften
Paradis nahm 2018 und 2021 an den Jugend- und 2022 an den Juniorenwettkämpfen teil.
| Weltmeisterschaften | Weltmeisterschaften | Einzelwettbewerbe | Einzelwettbewerbe | Einzelwettbewerbe | Damenstaffel |
| Jahr                | Ort                 | Einzel            | Sprint            | Verfolgung        | Damenstaffel |
| ------------------- | ------------------- | ----------------- | ----------------- | ----------------- | ------------ |
| 2018                | Otepää              | 6.                | 15.               | 35.               | 10.          |
| 2021                | Obertilliach        | 37.               | 17.               | 42.               | 11.          |
| 2022                | Soldier Hollow      | 40.               | 16.               | 30.               | 8.           |